# William Henry Sleeman
William Henry Sleeman, född8 augusti 1788 i Stratton, Cornwall, död 10 februari 1856 på havet under färd till hemlandet, var en brittisk militär (överste) och kolonialtjänsteman i Indien. 
Sleeman, som var son till en ämbetsman i skatteväsendet, tog tjänst i Bengaliska armén 1809, kämpade i anglo-nepalesiska kriget 1814–1816. Han är bäst känd som den vilken på uppdrag av lord William Bentinck och tillsammans med Philip Meadows Taylor slutgiltigt likviderade mördarsekten thaggerna. Från 1835 avrättade man mer än 1 400 thagger. Efter operationerna mot thaggsekten var Sleeman chef för kolonialförvaltningen i Gwalior 1843–1849 och Lucknow 1849–1856.